# Sekundærrute 289
De Sekundærrute 289 is een secundaire weg in Denemarken. De weg loopt van Nakskov via Horslunde en Bandholm naar Maribo. De Sekundærrute 289 loopt over het eiland Lolland en is ongeveer 37 kilometer lang.